# 楚门石狮
楚门石狮，是玉环市文物保护单位之一，位于中国浙江省玉环市楚门镇西南村楚门剧院门口。石狮创作于清代，本来摆放在庙门前，后在1970年代迁至现址。

## 历史
楚门石狮是一对创作于清朝的石狮子雕塑，但具体完工时间有争议，一说雕刻于光绪十一年（1885年），一说雕刻于道光年间（1821年至1850年）。石狮本来摆放在楚门镇西门大帝庙门前，不过这座庙在中华人民共和国成立后被拆毁，剩下石狮得以保留。到了文化大革命期间，石狮亦受到一些损毁。石狮后来在1972年迁至西南村新建成的楚门人民剧院大门前，但是石狮原有的基座、石鼓等配套摆设都没有一同搬移过去，而是被人堆放在山北村一口水井旁边。楚门石狮其后在1981年7月8日列入玉环县文物保护单位（现已改称为玉环市文物保护单位）。

## 雕刻和造型
楚门石狮为两座分别呈现雌狮和雄狮形象的石狮子，同样高1.3米、身围1.85米，各以一块整石雕刻而成，石材为青色岩石，线头粗壮而雕工精细。两座石狮的狮头同样稍微歪斜，满头鬈毛，双目圆瞪，嘴巴半咧，口裡衔着石珠。雌狮左前肢轻抚一头小狮子，呈现母子相依景象；雄师右前肢踩着绣球，表现出雄健敏捷的形象。石狮迁至现址前本来立于基座上方，两座基座上分别刻有西元和农历的石狮建造日期（与石狮雕于光绪十一年的说法吻合），但现在的石狮已经没有基座。